# جورج بيترسون
جورج بيترسون (بالسويدية: Georg Pettersson)‏ هو منافس ألعاب قوى سويدي، ولد في 20 فبراير 1883، وتوفي في 23 نوفمبر 1964.

## وصلات خارجية
- جورج بيترسون على موقع أوليمبيديا (الإنجليزية)
- جورج بيترسون على موقع اللجنة الأولمبية السويدية (السويدية)